# Ankarlift

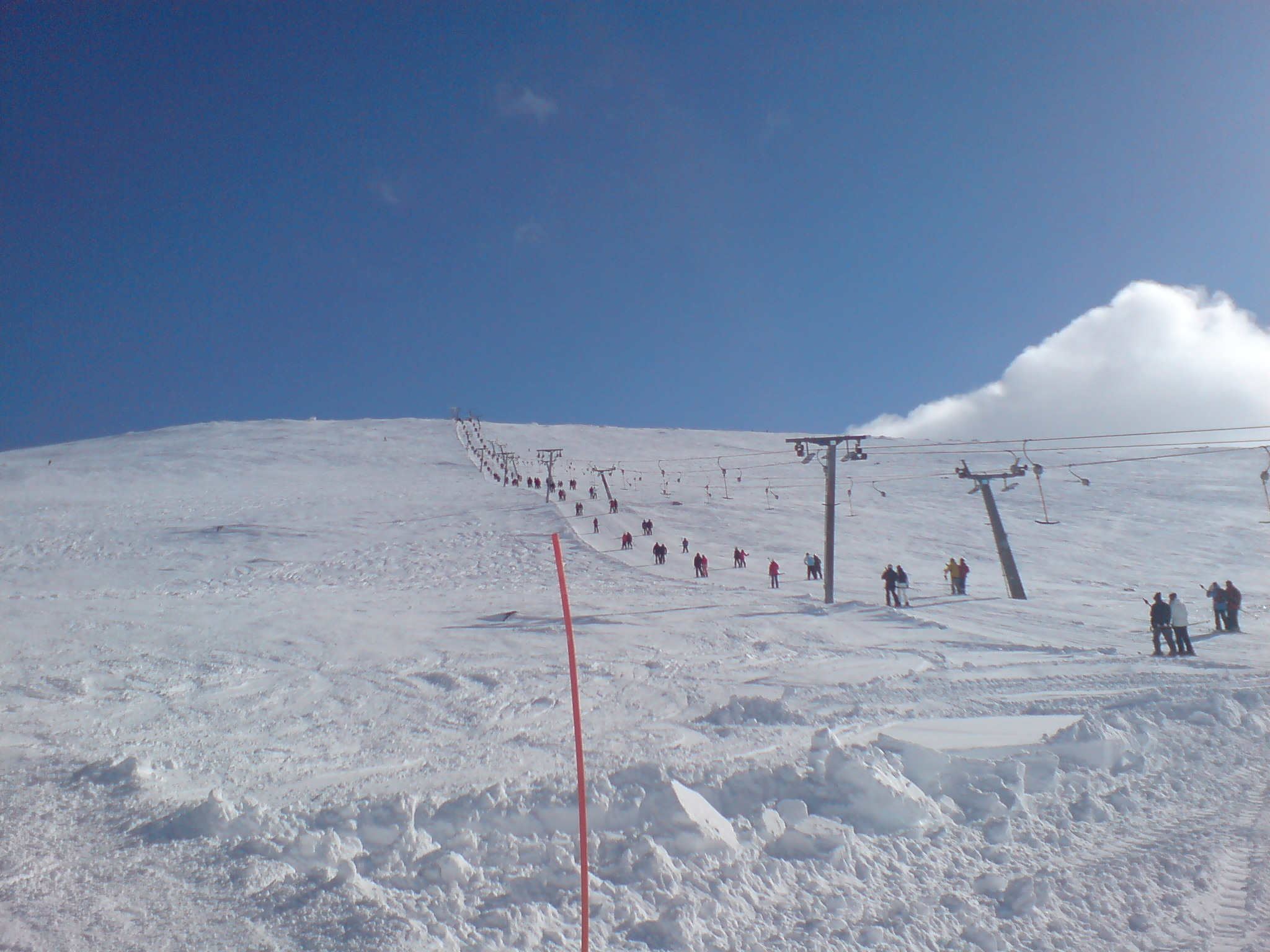
Parallell ankarlift på Tväråvalvet i Åre.

Ankarlift (även kallad T-bygellift) är en typ av skidlift (släplift), vilkas transportenheter är i form av byglar som ser ut som ankare, och används för transport av skid- och snowboardåkare. Den första ankarliften i Norden invigdes år 1940 i den svenska skidorten Åre.
Ankarbygeln har en lina som dras ut när åkaren kommer på och rullas upp på en fjäderbelastad rulle (inuti en så kallad medbringare, vars arm är fastskruvad/-klämd på liftens dragvajer) då åkaren kliver av. Två skidåkare ställer sig bredvid varandra med skidorna riktade upp mot backen och för ankarets skaft mellan sig så att vardera åkare har ena ankararmen under stjärten, och dras upp för backen. Snowboardåkarna sätter ankararmen mellan benen, och vissa utanpå den nedre höften, och färdas därmed i sidled. (Det går även att åka ensam i en ankarlift.) Ankarliftars normala drifthastighet är omkring 3 m/s men vissa kan köras i upp till 3,5–4,0 m/s; sedan 1982 har nytillverkade bygel-släpliftar (ankar- och knappliftar) konstruerats med sådant styrsystem som möjliggör en reglerbar hastighet, på samma sätt som hos exempelvis stolliftar.
I stora och besöksrika liftsystem är det vanligt att två (ibland tre) ankarliftar byggs parallellt intill varandra (som på bilden till höger), för effektivare kapacitet vid köbildning, så även med knappliftar.